# Mini Oberhasli

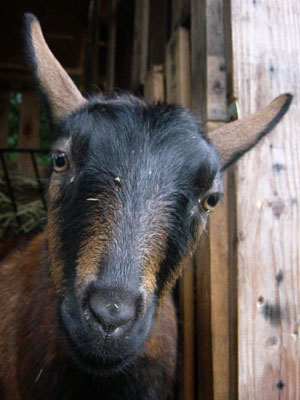
Seconda Generazione Mini Oberhasli

La mini Oberhasli, a volte detta anche oberiana, è una razza di capra in fase di creazione che si ottiene a partire dall'accoppiamento di un becco di capra nana nigeriana con una femmina di capra Oberhasli.
Il colore dev'essere identico a quello della progenitrice femmina, mentre la stazza dev'essere simile a quella del progenitore maschile: come accade anche per le Oberhasli di taglia normale, possono presentarsi esemplari neri.
Come molte nuove razze caprine ottenute a partire dall'accoppiamento di varietà già esistenti, la mini Oberhasli viene considerata "sperimentale" a partire dalla terza generazione ed ottengono lo status di razza a parte a partire dalla sesta; per ora, vi sono solamente mini Oberhasli sperimentali.